# Nagaina
Nagaina — род аранеоморфных пауков из подсемейства Dendryphantinae в семействе пауков-скакунов (Salticidae).

## Этимология
Научное название дано таксону в честь кобры Нагайны, персонажа из сказки Редьярда Киплинга «Рикки-Тикки-Тави». Другие роды пауков-скакунов, которые получили название в честь персонажей сказок Киплинга: Bagheera, Messua и Akela.

## Виды
- Nagaina berlandi Soares & Camargo, 1948 — Бразилия
- Nagaina diademata Simon, 1902 — Бразилия
- Nagaina incunda Peckham & Peckham, 1896 — Мексика до Панамы
- Nagaina modesta Caporiacco, 1954 — Французская Гвиана
- Nagaina tricincta Simon, 1902 — Бразилия